# Wappen Turkmenistans

Wappen von 2002 bis 2003
Wappen von 1992 bis 2002

Als Wappen Turkmenistans dient das Staatsemblem. Es wurde nach der Unabhängigkeit von der Sowjetunion 1992 zunächst in einer kreisrunden Form mit leicht unterschiedlicher Farbgebung angenommen, die heutige Gestaltung wurde 2003 eingeführt. Die heutige Form erinnert an das im Koran verwendete Zeichen Rub al-hizb. Einige seiner Elemente finden sich auch in der turkmenischen Flagge.

## Symbolik
Das Emblem zeigt den Achal-Tekkiner-Hengst Yanardag in natürlichen Farben auf einer kreisrunden dunkelblauen Scheibe, die auf einer roten Scheibe liegt, auf der kreisförmig fünf traditionelle turkmenische Teppichornamente in den Farben Grün, Rot, Gold und Weiß angeordnet sind. Die rote Scheibe liegt auf einem grünen, goldgeränderten achtzackigen Stern. Um die rote Scheibe rankt sich zu beiden Seiten je eine goldene Weizenähre, darunter sieben weiße Baumwollpflanzen, darüber fünf weiße fünfzackige Sterne und ein (zunehmender) weißer Halbmond.
Die Zucht der Achal-Tekkiner ist in Turkmenistan jahrtausendealt, die Pferderasse gilt heute als Symbol für den Stolz der Turkmenen. Die fünf Teppichmuster stehen für die fünf traditionellen Stämme der Turkmenen. Die Weizenähren spielen auf die turkmenische Sitte an, Gäste mit Brot und Salz zu begrüßen. Die Baumwolle ist das wichtigste landwirtschaftliche Exportgut des Landes. 
Die fünf Sterne stehen für die fünf welaýatlar (Provinzen) Ahal, Balkan, Daşoguz, Lebap und Mary, der Halbmond ist einerseits ein Symbol für den Islam, wird aber auch als Symbol für die Hoffnung des Volkes auf eine gute Zukunft gedeutet. Grün und Rot sind traditionelle Farben des Islam. Nach offizieller Lesart wird der Symbolgehalt heute mit turkmenischen Sitten und Traditionen gedeutet, die konservative bzw. religiöse Symbolik (Farbgebung, Halbmond, Teppichmuster), die zur Zeit der Einführung wohl auch noch offen beabsichtigt war, ist jedoch unübersehbar.
Vor der Unabhängigkeit von der Sowjetunion war das Wappen der Turkmenischen SSR in Gebrauch.

## Nachweise
1. ↑   Abbildung und Beschreibung des Wappens von 1992-2003 auf www.ngw.nl
2. ↑  Archivierte Kopie (Memento des Originals vom 17. November 2001)  Info: Der Archivlink wurde automatisch eingesetzt und noch nicht geprüft. Bitte prüfe Original- und Archivlink gemäß Anleitung und entferne dann diesen Hinweis. Beschreibung der Staatssymbole auf der Präsenz der turkmenischen Botschaft in Washington